# خدام الدولة

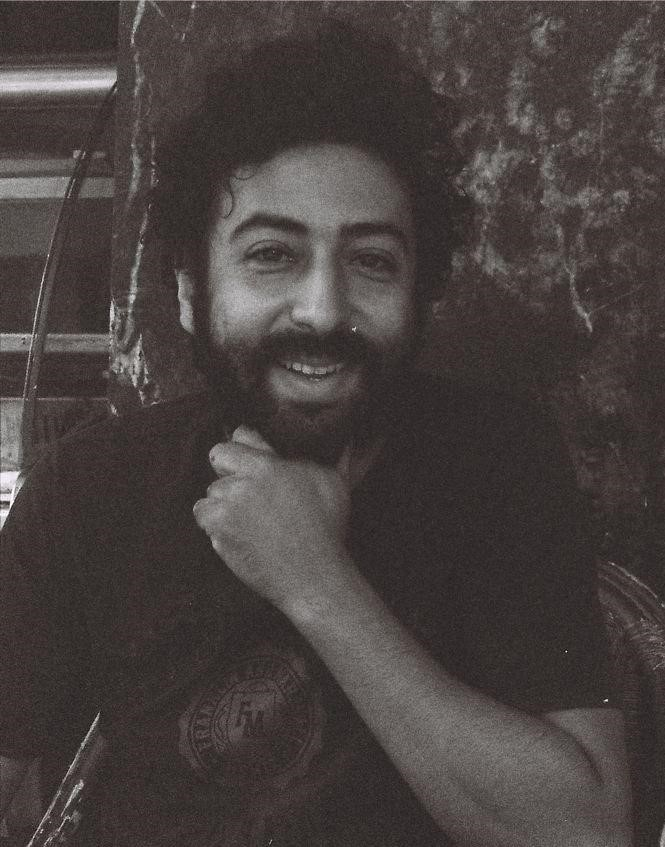
عمر الراضي، الصحفي الاستقصائي الذي كان من المساهمين الرئيسيين في الكشف عن لائحة المستفيدين.

خدام الدولة قضية رأي عام ومصطلح سياسي ظهر في المغرب سنة 2016، خلال فترة حكومة بنكيران الثانية، في سياق قضية كشف عبرها الإعلام عن استفادة مجموعة من الشخصيات السياسية والاقتصادية والديبلوماسية، عددها 70، في المغرب من امتياز شراء بقع أرضية، من الأملاك المخزنية، بأثمنة جد منخفضة في طريق زعير بالرباط.
المصطلح يستعمل أيضا، بشكل قدحي، في المشهدين السياسي والإعلامي في المغرب، لتوصيف طبقة من الشخصيات التي تمثل نموذجا لتداخل السلطة والثروة ولظاهرة شراء الولاءات عبر الامتيازات الاقتصادية إضافة إلى أن العملية شابتها شبهات التداول من الداخل وعدم احترام مبدأ تساوي الفرص الاقتصادية.
شكلت هذه القضية أيضا اختبارا لمدى تطبيق قوانين الوصول للمعلومة ومدى تقبل الصحافة الاستقصائية في المغرب. واقعة الامتياز تم تأكيدها من طرف الحكومة المغربية التي دافعت عن العملية عبر بيان دافع عن حق الدولة المغربية في مجازاة موظفيها وخدامها الكبار، بتعبير البيان.
تفجرت القضية بفضل تحقيق للصحفي عمر الراضي وتم نشر مخرجات تحقيقه الاستقصائي أساسا عبر منبري أخبار اليوم (الجريدة اليومية التي كان يترأس تحريرها توفيق بوعشرين) وموقع لكم (الذي كان يديره علي أنوزلا).
القضية كانت لها تداعيات مؤثرة في المشهد السياسي المغربي وقد اعتبرت منظمات حقوقية ومراقبون سياسيون بأن المتابعات القضائية التي واجهها لاحقا الصحفيون والمنابر الإعلامية المتبنية للقضية كانت شكلا من الانتقام البعدي ضد عملية الكشف هاته، وخصوصا في حالتي عمر الراضي وتوفيق بوعشرين.
بالمقابل يرى ملاحظون آخرون بأن هذه القضية كانت شكلا من معارك كسر العظم، بالوكالة، التي يخوضها أقطاب داخل الدولة المغربية وخصوصا حزب العدالة والتنمية، القريب جدا من منبر أخبار اليوم، الذي كان في تلك الفترة في خلافات سياسية حادة مع عبد الوافي لفتيت، والي الرباط سلا القنيطرة، حيث كان الاسم الوحيد الذي تم تسريبه في البداية. ملاحظون آخرون دفعوا إلى فرضية كون توسيع دائرة النشر كان مقصودا من طرف الأجهزة الأمنية إما بهدف تخفيف الضغط على لفتيت أو لاستغلال القضية لحرق أسماء معينة سياسيا.

## الأحداث

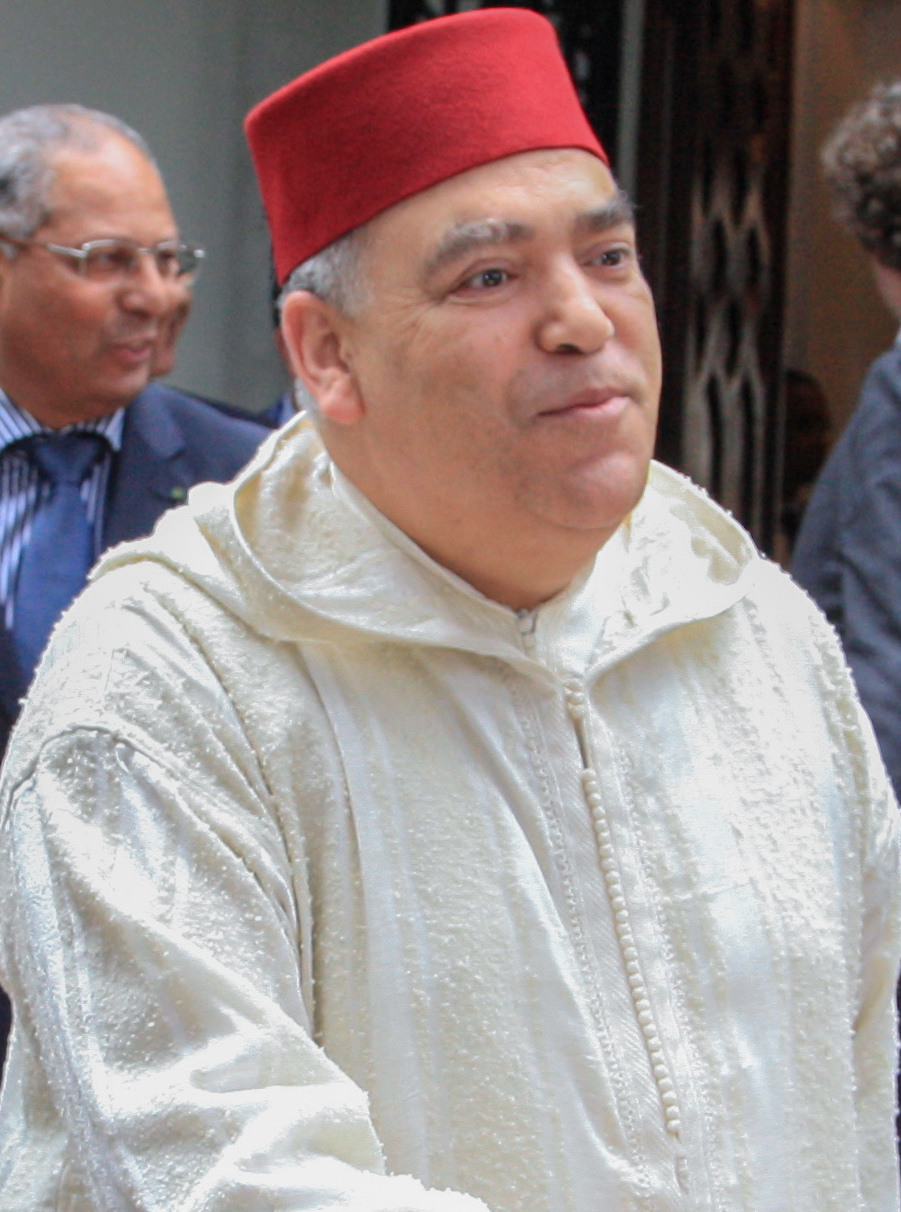
عبد الوافي لفتيت، أول «خادم دولة» نشر إسمه في التسريبات

- 23 يوليوز 2016: حريدة أخبار اليوم تنشر تحقيقا صحفيا حول استفادة عبد الوافي لفتيت[13] والي جهة الرباط سلا القنيطرة من امتياز شراء بقعة أرضية في منطقة طريق زعير الراقية مساحتها 3755 م² بثمن 348 درهم للمتر المربع، علما بأن ثمن المتر المربع في تلك المنطقة هو على أقل تقدير 10 آلاف درهم.[4]
- 25 يوليوز 2016: وزير الداخلية محمد حصاد ووزير المالية محمد بوسعيد يصدران بلاغا مشتركا يقران عبرة بقانونية العملية وبكونها تمت وفق مرسوم للوزير الأول صادر في دجنبر 1995. البلاغ اتهم صراحة حزبا سياسيا، دون تسميته، بكونه هو من يقف وراء «الحملة المغرضة»، حسب تعبير البلاغ. مصطلح خدام الدولة طفا لأول مرة عبر هذا البلاغ الذي جاء فيه:

«هذه القطعة الأرضية جزء من تجزئة سكنية، مخصصة لموظفي وخدام الدولة، مند عهد الملك الحسن الثاني»
المرسوم المستشهد به في بلاغ حصاد وبوسعيد تبين بأنه لم ينشر أبدا في الجريدة الرسيمة وهو بمثابة دفتر تحملات للمتخلى لهم عن أملاك مخزنية داخل المجال الحضري، وهو يستند على ثلاثة ظهائر صادرة خلال الحماية الفرنسية ولا علاقة له بموظفي الدولة.
- 26 يوليوز 2016: موقعا لكم وهيسبريس ينشران لائحة تفصيلية بأسماء الشخصيات المستفيدة والمعلومات التقنية والعقارية للبقع الأرضية.

## لائحة المستفيدين
في ما يلي عينة من أهم الأسماء الواردة في اللائحة المسربة:
- عبد الوافي لفتيت: والي جهة الرباط سلا القنيطرة، عين لاحقا وزير داخلية سنة 2017.
- عبد السلام أحيزون: الرئيس المدير العام لاتصالات المغرب.
- عبد العزيز مزيان بلفقيه: وزير سابق ومستشار الملك محمد السادس.
- محمد معتصم: مستشار الملك محمد السادس.
- عبد الحق القادري: مدير سابق لجهاز المخابرات العسكرية (لادجيد) والمفتش العام للقوات المسلحة الملكية، إلى غاية وفاته سنة 2017.[15]
- مراد الشريف: المدير العام السابق للمكتب الشريف للفوسفاط.
- نور الدين بنسودة (و3 أفراد من أسرته): مدير عام الضرائب السابق والخازن العام للمملكة منذ 2010. درس مع محمد السادس في المدرسة المولوية.
- محمد حصاد: وزير داخلية المغرب بين 2013 و2017.
- إدريس لشكر: الكاتب الأول لحزب الاتحاد الاشتراكي للقوات الشعبية.
- محمد الكتاني: الرئيس المدير العام للتجاري وفا بنك.
- ميمون المنصوري: قائد الحرس الملكي.
- مصطفى المنصوري (وشقيقه حكيم المنصوري): شقيق ميمون المنصوري ورئيس حزب التجمع الوطني للأحرار سابقا.
- عبد العزيز الماعوني: الطبيب الخاص للملك محمد السادس.
- خالد المديوري: ابن محمد المديوري الحارس الشخصي للملك الحسن الثاني.
- بوعمر تغوان: وزير التجهيز سابقا وعضو حزب الاستقلال.
- مصطفى الساهل: وزير داخلية سابق.
- محمد بوسعيد: وزير المالية في 2016، عن حزب التجمع الوطني للأحرار.
- محمد السقاط: وال سابق لبنك المغرب.
- محمد فاضل بنيعيش: مستشار محمد السادس للشؤون الإسبانية. درس مع محمد السادس في المدرسة المولوية.
- عبد الرحمن السعيدي: وزير خوصصة سابق وشغل أسضا منصب مدير عام لشركة سامير، بعد خوصصتها.
- رشيد الفيلالي: وزير سابق.
- عبودي حمد أبو شهاب: ديبلوماسي إماراتي.
- حميد بن أحمد المعلا: ديبلوماسي إماراتي.
- سعيد خلفان مطر الرميثي: ديبلوماسي إماراتي.
- عمر فرج، إبراهيم فرج وهدى زمامة: من عائلة الحاجب الملكي السابق ابراهيم فرج.